# Jon Hess
Jon Hess (* 1956, New York City, New York, USA) je americký režisér a producent. Jeho nejznámějšími filmy jsou Pronásledovatelé (1988), Aligátor 2: Mutace (1991), Neporazitelní: Nepřiměřená síla (1993) a Mars (1997). V roce 1998 byl jedním z producentů snímku Kult hákového kříže.